# Феліпе Кампанолі Мартінш
Феліпе Кампанолі Мартінш (порт. Felipe Campanholi Martins, нар. 30 вересня 1990, Енженейру-Белтран) — бразильський футболіст, півзахисник клубу «Нью-Йорк Ред Буллз».

## Ігрова кар'єра
Народився 30 вересня 1990 року в місті Енженейру-Белтран. Розпочав займатись футболом на батьківщині, проте 2008 року перебрався до Європи, де став виступати за італійську «Падову», в якій взяв участь лише у 4 матчах чемпіонату, після чого був звільнений через виявлену ваду серця.
Після того цього до гравця проявив інтерес англійський «Борнмут», який грав в Лізі Один. Його тренер Едді Гоув хотів бачити бразильця у своїй команді, проте Феліпе вирішив приєднатися в січні 2009 року до швейцарського «Вінтертура». 
Його форма в новій команді привернула увагу великих швейцарських клубів і в кінці сезону, він приєднався до «Лугано», де виступав протягом трьох сезонів, забивши в цілому сім м'ячів в 50 іграх. У 2011 році він був відданий в оренду в «Волен», де забив два голи в 15 іграх.
Своєю грою за останню команду привернув увагу представників тренерського штабу клубу «Монреаль Імпакт», до складу якого приєднався 21 грудня 2011 року. Відіграв за команду з Монреаля наступні три сезони своєї ігрової кар'єри, ставши за цей час дворазовим чемпіоном Канади. Більшість часу, проведеного у складі «Монреаль Імпакт», був основним гравцем команди.
27 січня 2015 року Феліпе став гравцем американського «Нью-Йорк Ред Буллз» і в першому ж сезоні став переможцем регулярного чемпіонату МЛС. Наразі встиг відіграти за команду з Нью-Йорка 36 матчів в національному чемпіонаті.

## Досягнення
- Чемпіон Канади: 2013, 2014
- Переможець Регулярного чемпіонату МЛС: 2015